# Jean-Marie Mérigoux
Jean-Marie Mérigoux est un prêtre catholique dominicain français spécialiste du christianisme oriental et du monde arabo-musulman né le 27 janvier 1938 à Besançon et mort le 7 novembre 2020 à Marseille.

## Biographie
Jean-Marie Mérigoux naît en 1938 à Besançon où son père était enseignant à la faculté des sciences. Après des études à Marseille, il rentre chez les dominicains en 1957. Il est ordonné prêtre le 4 juillet 1965 au couvent Saint-Thomas d’Aquin à Rangueil et célèbre sa première messe le 11 juillet 1965 à Foucherans, dans le Doubs, village dans lequel ses parents avaient une maison de vacances .
Il apprend l’arabe à Alger puis à partir de 1968 à l’institut des pères jésuites de Beyrouth.
Il part en Irak (1969-1983) où il forme les jeunes prêtres du rite chaldéen et syrien au séminaire Saint-Jean-de-Mossoul.
Il rejoint ensuite l’Institut dominicain d'études orientales (IDEO) au couvent dominicain du Caire où il séjourne vingt-deux ans.
Rentré en France, au couvent des Dominicains de Marseille, il donne des conférences sur l’Orient chrétien, des cours sur l’histoire de l’Orient et enseigne l’arabe à l’Institut catholique de la Méditerranée. 
Jean-Marie Mérigoux meurt le 7 novembre 2020 à Marseille, à l’âge de 82 ans,.

## Publications
- Père Jean Maurice Fiey, op (1914-1995), in Studia Iranica, vol. 26, 1997, p. 123-127.
- Va à Ninive ! : un dialogue avec l’Irak, Paris, Éditions du Cerf, coll. « L'Histoire à vif » , 488 p., octobre 2000  (ISBN 2-204-06522-6)
- Vers d’autres « Ninive » : Le Caire, Istanbul, Marseille : lettres, 1985-2010, Paris, Éditions du Cerf, 2010  (ISBN 9782204097284)
- Entretiens sur l’Orient chrétien : « Les deux poumons de l'Église », Marseille, Éditions La Thune, 269 p., juillet 2015   (ISBN 9782913847583)

### Livres en collaboration
- Collectif, Les Dominicains et les mondes musulmans : le P. Libercier (1841-1928), dominicain enseignant et curé de Moscou, Paris, Éditions du Cerf, 2002.  (ISBN 2204070351)
- Pierre de Martin de Viviés, Jonas ou La volonté de Dieu, Paris, Éditions du Cerf, 2008
- Mirella Galletti, Le Kurdistan et ses chrétiens, Paris, Éditions du Cerf, 2010  (ISBN 978-2204083416)